# 圣费利乌-德帕利亚罗尔斯
圣费利乌-德帕利亚罗尔斯（西班牙語：San Felíu de Pallarols）是西班牙加泰罗尼亚赫罗纳省的一个市镇。总面积35平方公里，总人口1152人（2001年），人口密度33人/平方公里。